# Dionigi Scalas
Dionigi Scalas (Dionis' Iscalas) (Assemini, 26 gennaio 1849 – Assemini, 15 febbraio 1901) è stato un politico italiano.
È stato sindaco di Assemini, fu nominato cavaliere dell'Ordine della Corona d'Italia (con decreto reale del 16 e 22 gennaio 1893) per la  condotta tenuta durante il nubifragio del 21 ottobre 1892.

## Nubifragio del 1892
Ecco come L'Unione Sarda del 22 ottobre descrive i fatti:

## Poesia
Nanneddu Meu (lettera a Nanni Sulis), del poeta Peppino Mereu di Tonara.
nel Campidano,

trasportano tesori

al mare.

Il Cixerri in Uta,

Elmas e Assemini

case e vigne

manda in rovina.

E non sempre,

durante i violenti temporali

si può rifugiare in chiesa

Dionigi Scalas.»